# 徳島県指定文化財一覧
徳島県指定文化財一覧（とくしまけんしていぶんかざいいちらん）は、徳島県指定の文化財や史跡等を一覧形式でまとめたものである。
なお、すべてを掲載しているわけではない。

## 有形文化財

### 建造物
- 竹林院十三重塔〔徳島市〕
- 地蔵寺玄関及び書院〔板野町〕
- 奥村家住宅　13棟〔藍住町〕
- 丈六寺書院・徳雲院〔徳島市〕

### 絵画
- 阿弥陀三尊来迎図〔鳴門市〕
- 紙本金地著色秋草図（平等寺所蔵）〔阿南市〕

### 彫刻
- 木造 男神立像〔阿南市〕

### 工芸品
- 観松斎蒔絵の鞍・鐙〔小松島市〕

### 書跡・典籍
- 法華経〔小松島市〕

### 古文書・考古資料
- 流水紋銅鐸〔阿南市〕

### 歴史資料
- 阿波国造墓碑（中王子神社）〔石井町〕

## 無形文化財
- 阿波正藍染法〔徳島市〕
- 阿波正藍しじら織〔徳島市〕

## 民俗文化財

### 有形
- 阿波人形浄瑠璃頭 一役頭（妲己）（徳島県郷土文化会館蔵）〔徳島市〕
- 阿波人形浄瑠璃頭 一役頭（太公望）（徳島県立博物館蔵）〔徳島市〕
- 天狗久旧工房及び製作用具、製品並びに生活関連資料（徳島市天狗久資料館蔵）〔徳島市〕

### 無形
- 山城の鉦踊〔三好市〕
- 宇佐八幡神社のお御供〔鳴門市〕
- 金丸八幡神社の宵宮の神事〔東みよし町〕
- 山川町神代御宝踊〔吉野川市〕
- 一宇の雨乞い踊り〔つるぎ町〕
- 田野の天王社稚児三番叟〔小松島市〕
- 田浦のたたら踏み〔小松島市〕
- 端山の踊り念仏　木屋の踊り念仏・川見の踊り念仏〔つるぎ町〕
- 西由岐のうちわ踊り〔美波町〕
- 有瀬かぐら踊り〔三好市〕
- 津田の盆踊り〔徳島市〕
- 宍喰祇園祭の山鉾行事〔海陽町〕
- 宅宮神社の神踊り〔徳島市〕
- 阿波木偶「三番叟まわし」〔徳島市〕

## 記念物

### 史跡

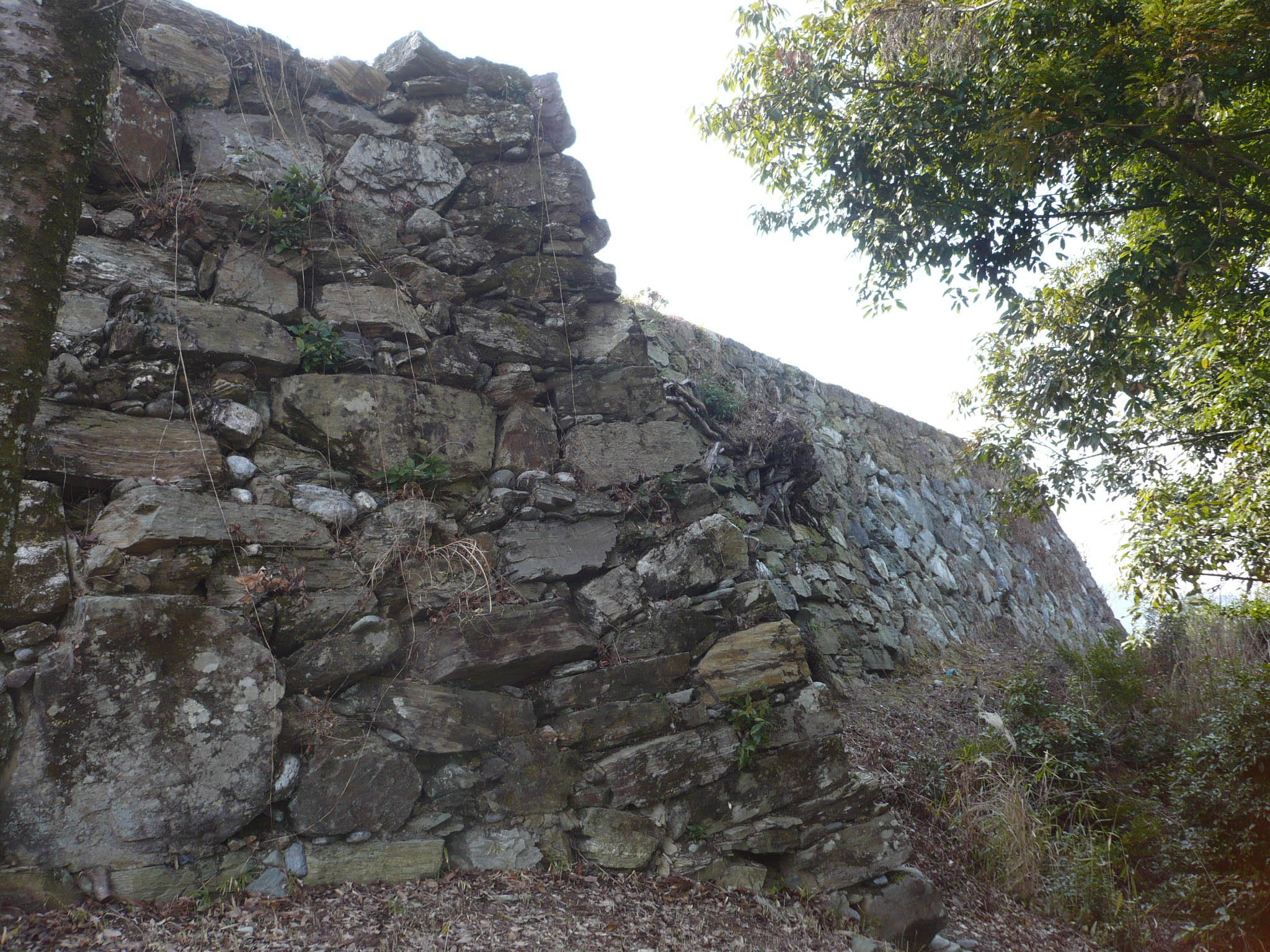
一宮城本丸下の石垣

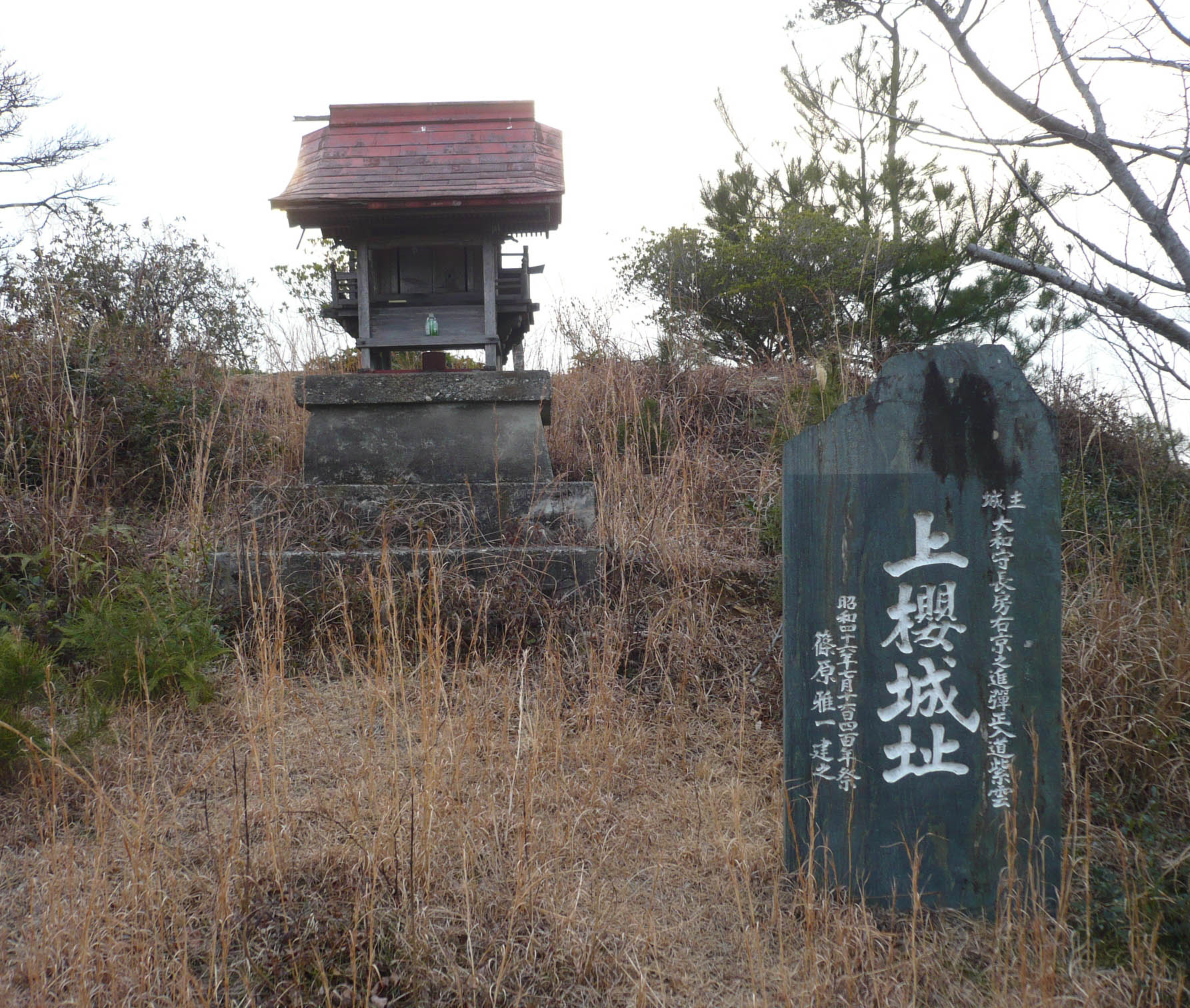
上桜城の石標と祠

- 矢野遺跡〔徳島市〕
- 袋井用水の水源地〔徳島市〕
- 阿波国分寺跡〔徳島市〕
- 入田の瓦窯跡〔徳島市〕
- 一宮城跡〔徳島市〕
- 丈六寺〔徳島市〕
- 天河別神社古墳群〔鳴門市〕
- 池谷宝幢寺古墳〔鳴門市〕
- 鳴門市森崎の貝塚〔鳴門市〕
- 大代古墳〔鳴門市〕
- ドイツ橋 附標柱〔鳴門市〕
- ドイツ兵の慰霊碑〔鳴門市〕
- 弁慶の岩屋〔小松島市〕
- 太龍寺の丁石〔阿南市〕
- 上桜城跡（本丸・西の丸）〔吉野川市〕
- 川島廃寺跡〔吉野川市〕
- 滝の宮経塚〔美馬市〕
- 野村八幡古墳〔美馬市〕
- 石井廃寺跡〔石井町〕
- 桜間の池跡 石碑〔石井町〕
- 愛宕山古墳〔板野町〕
- 板野犬伏蔵佐谷瓦経塚〔板野町〕
- 鶴林寺の丁石〔勝浦町〕
- 大里古墳〔海陽町〕
- 加茂谷川岩陰遺跡群〔東みよし町〕
- 足代東原遺跡〔東みよし町〕

### 天然記念物
- 蒲生田のアカウミガメ産卵地〔阿南市〕
- 桑野川のオヤニラミ〔阿南市〕
- 大島のアオサギとその群生地〔牟岐町〕